# Lai Ching-te
Lai Ching-te (chiń. upr. 赖清德; chiń. trad. 賴清德; pinyin Lài Qīngdé; Wade-Giles Lai Ching-te; pe̍h-ōe-jī Loā Chheng-tek; ur. 6 października 1959 w Nowym Tajpej) – tajwański polityk i lekarz, w latach 2017–2019 premier, od 2020 do 2024 wiceprezydent Republiki Chińskiej. Od 2023 lider pro-niepodległościowej Demokratycznej Partii Postępowej.
Prezydent Republiki Chińskiej od 2024 roku.

## Biogram
Urodził się w Wanli, nadmorskiej dzielnicy Nowego Tajpej, jako syn górnika. Jego ojciec zginął w wypadku, gdy Lai miał kilka miesięcy. Lai studiował medycynę na Narodowym Uniwersytecie Cheng Kung w Tainan oraz Państwowym Uniwersytecie Tajwańskim w Tajpej, gdzie specjalizował się w rehabilitacji medycznej. Na Uniwersytecie Harvarda uzyskał tytuł Master of Public Health, a następnie odbył staż podyplomowy w Szpitalu Uniwersyteckim w Tainan. Jest ekspertem w dziedzinie uszkodzeń rdzenia kręgowego, pełniąc funkcję konsultanta krajowego w tej dziedzinie.
Lai rozpoczął działalność polityczną w 1994 roku. W 1996 roku zdobył mandat deputowanego do Zgromadzenie Narodowego, reprezentując miasto Tainan. W 1998 roku, reprezentując Demokratyczną Partię Postępową, zdobył mandat posła do Yuanu Ustawodawczego, a następnie trzykrotnie w 2001, 2004 i 2008 roku uzyskiwał reelekcję. W parlamencie zasiadał do 2010. W 2004 roku brał udziału w programie International Visitor Leadership, prowadzonym przez Departament Stanu USA.
W latach 2010–2017 burmistrz Tainanu. Od 8 września 2017 do 14 stycznia 2019 pełnił funkcję premiera Republiki Chińskiej. 20 maja 2020 objął urząd wiceprezydenta. W styczniu 2023 roku Lai został wybrany na przewodniczącego Demokratycznej Partii Postępowej (DPP).
W kwietniu 2023 roku w został oficjalnie nominowany przez partię do startu w wyborach prezydenckich. Zwyciężył w wyborach prezydenckich 13 stycznia 2024, uzyskując 40,05% głosów. 20 maja 2024 objął urząd.